# Diocesi di Tlos

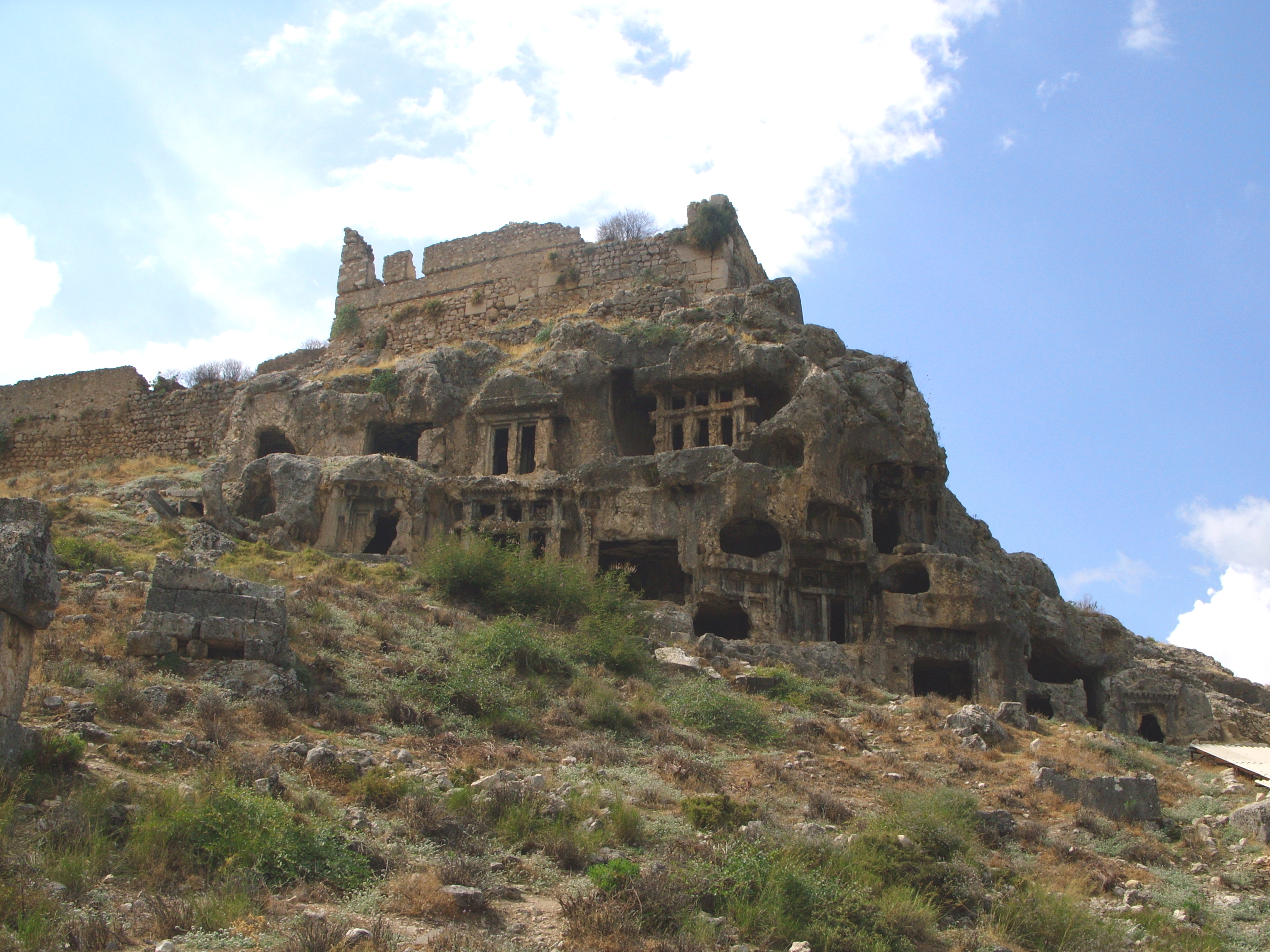
Vista di Tlos.

La diocesi di Tlos (in latino: Dioecesis Tloënsis) è una sede soppressa del patriarcato di Costantinopoli e una sede titolare della Chiesa cattolica.

## Storia
Tlos, identificabile con Duver nell'odierna Turchia, è un'antica sede episcopale della provincia romana di Licia nella diocesi civile di Asia. Faceva parte del patriarcato di Costantinopoli ed era suffraganea dell'arcidiocesi di Mira.
La diocesi è documentata nelle Notitiae Episcopatuum del patriarcato di Costantinopoli fino al XII secolo.
Sono diversi i vescovi noti di questa antica sede vescovile. Il primo è Andrea I, che fu tra i padri del concilio di Calcedonia nel 451 e che sottoscrisse nel 458 la lettera dei vescovi della Licia all'imperatore Leone I dopo la morte di Proterio di Alessandria. Eustazio prese parte al concilio di Costantinopoli riunito nel 536 dal patriarca Mena, durante il quale sottoscrisse la condanna di Severo di Antiochia e dei suoi sostenitori, l'ex patriarca Antimo, il monaco siriano Zoora e Pietro di Apamea. Il nome di Eustazio appare anche in una Novella di Giustiniano I datata 1º febbraio 542, nella quale si fa riferimento ad un processo tra il vescovo di Tlos e il diacono Pistos della Chiesa di Telmisso.
Giovanni era presente al concilio in Trullo nel 692 e ne sottoscrisse gli atti come episcopus Tlattae Liciae. Costantino assistette al secondo concilio di Nicea nel 787. Andrea II partecipò al Concilio di Costantinopoli dell'879-880 che riabilitò il patriarca Fozio di Costantinopoli. La sigillografia ha restituito i nomi di due vescovi Teodoro, il primo vissuto all'epoca degli imperatori iconoclasti, il secondo nell'XI secolo.
Dal XVIII secolo Tlos è annoverata tra le sedi vescovili titolari della Chiesa cattolica; dal 27 dicembre 2000 il vescovo titolare è Francisco Ramírez Navarro, già vescovo ausiliare di Tlalnepantla.

## Cronotassi

### Vescovi greci
- Andrea I † (prima del 451 - dopo il 458)
- Eustazio † (prima del 536 - dopo il 542)
- Giovanni † (menzionato nel 692)
- Teodoro I † (all'epoca degli imperatori iconoclasti)
- Costantino † (menzionato nel 787)
- Andrea II † (menzionato nell'879)
- Teodoro II † (XI secolo)

### Vescovi titolari
- Jérôme-Louis de Foudras de Courcenay † (1º dicembre 1721 - 3 febbraio 1732 succeduto vescovo di Poitiers)
- James Butler † (16 gennaio 1750 - 4 settembre 1757 succeduto arcivescovo di Cashel)
- Giovanni Filippo Paroni, O.F.M.Conv. † (26 giugno 1818 - 29 marzo 1842 deceduto)
- George Hilary Brown † (22 aprile 1842 - 29 settembre 1850 nominato vescovo di Liverpool)
- Charles-François Baillargeon † (14 gennaio 1851 - 25 agosto 1867 succeduto arcivescovo di Québec)
- Martin Griver y Cuni † (1º ottobre 1869 - 22 luglio 1873 nominato vescovo di Perth)
- Antonio Centore † (28 gennaio 1876 - 10 aprile 1898 deceduto)
- José de Jesús Fernández y Barragán † (15 aprile 1899 - 24 ottobre 1908 succeduto vescovo di Zamora)
- Eugène-Louis Kleiner, M.E.P. † (17 giugno 1910 - 19 agosto 1915 deceduto)
- Francisco Uranga y Sáenz † (18 dicembre 1919 - 21 aprile 1922 nominato vescovo di Cuernavaca)
- Daniel Rivero Rivero † (17 maggio 1922 - 30 marzo 1931 succeduto vescovo di Santa Cruz de la Sierra)
- Leon Wałęga † (4 maggio 1932 - 27 gennaio 1933 nominato arcivescovo titolare di Ossirinco)
- Matthias Ly Yun-ho (Li Jun-ho) † (16 marzo 1933 - 4 agosto 1935 deceduto)
- Cândido Julio Bampi, O.F.M.Cap. † (27 giugno 1936 - 7 luglio 1978 deceduto)
- Paciano Basilio Aniceto (7 aprile 1979 - 20 ottobre 1983 nominato vescovo di Iba)
- Carl Anthony Fisher, S.S.J. † (23 dicembre 1986 - 2 settembre 1993 deceduto)
- António Vitalino Fernandes Dantas, O.Carm. (3 luglio 1996 - 25 gennaio 1999 nominato vescovo di Beja)
- Francisco Ramírez Navarro, dal 27 dicembre 2000